# Hans Jakob Schmid
Hans Jakob Schmid (* 13. April 1856 in Nürensdorf; † 8. November 1924 in Zürich; heimatberechtigt in Nürensdorf) war ein Schweizer Lithograph.
Hans Jakob Schmid absolvierte eine Lithographenlehre in Zürich und trat 1876 in die Orell, Füssli & Co. ein. Er entwickelte ein Reproduktionsverfahren im Flachdruck, das die Halbtöne in den Fotografien wiedergeben konnte und es ermöglichte, Photochromdrucke von Schwarzweissnegativen herzustellen. Das Patent auf diese Erfindung sicherte sich jedoch 1888 die Orell, Füssli & Co., die unter dem Namen Photochrom in Zürich eine Filiale eröffnete (ab 1895 Photoglob Zürich). 1911 zog er sich nach Oberägeri zurück, wo er auch an der Gründung des Diakonieverbands Ländli beteiligt war.